# I Don't Wanna Get Hurt
I Don't Wanna Get Hurt è un singolo della cantante statunitense Donna Summer, pubblicato nel 1989 ed estratto dal quattordicesimo album Another Place and Time.

## Descrizione
Il brano I Don't Wanna Get Hurt fu composto da Mike Stock, Matt Aitken e Pete Waterman, che furono anche i produttori del singolo, che uscì su etichetta Warner Bros. Records.
Il singolo raggiunse la Top Ten in Belgio (dove raggiunse l'ottavo posto) e nel Regno Unito (dove raggiunse il settimo posto). Nel Regno Unito il disco entrò nella Top 100 il 27 maggio 1989, rimanendovi per nove settimane, di cui sette settimane nella Top 40, cinque nella Top 20 e tre nella Top 10.

## Tracce
7"
1. I Don't Wanna Get Hurt – 3:32
2. I Don't Wanna Get Hurt (Instrumental) – 4:45

12" maxi
1. I Don't Wanna Get Hurt (Extended Version) – 6:58
2. I Don't Wanna Get Hurt (Instrumental) – 4:45
3. Dinner with Gershwin – 4:38

## Classifiche
| Classifica  | Posizione massima | Nr. di settimane |
| ----------- | ----------------- | ---------------- |
| Belgio      | 8                 | 8                |
| Francia     | 21                | 9                |
| Germania    | 25                | 13               |
| Italia      | 32                |                  |
| Paesi Bassi | 29                | 10               |
| Regno Unito | 7                 | 9                |

## Video musicale
Il video musicale non mostra l'interprete del brano, in quanto Donna Summer decise di non apparire, pare perché ritenesse la tematica troppo "giovanile" per lei.